# Colle del Lys (Alpi Pennine)
Il Colle del Lys (Col du Lys in francese; Lyspass in tedesco; Lysjoch in walser) (4.151 m s.l.m.) è un valico alpino situato nelle Alpi Pennine lungo la linea di confine tra Italia e Svizzera, che collega la valdostana valle del Lys con la Mattertal nel Vallese.

## Geografia

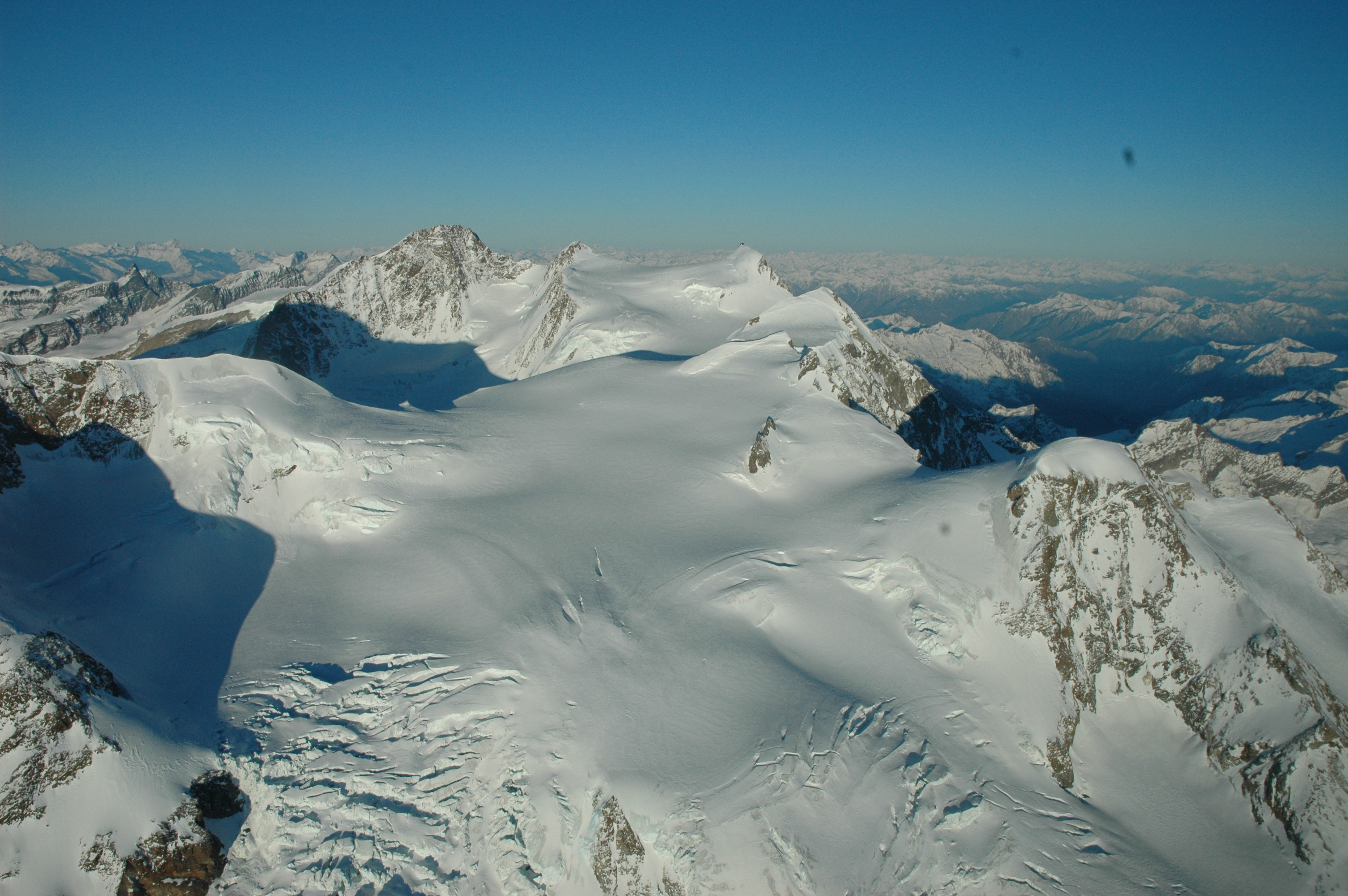
Vista aerea

Si trova nel massiccio del Monte Rosa ed è contornato da diverse vette del massiccio: il Ludwigshöhe, il Corno Nero, il Balmenhorn e il Lyskamm Orientale. Dal versante italiano inizia dal colle la valle del Lys ricoperta nella sua parte sommitale dal ghiacciaio del Lys; dal versante svizzero inizia il ghiacciaio del Grenz. Costituisce un passaggio obbligato per salire dalla Capanna Giovanni Gnifetti alla Capanna Regina Margherita.

## Importanza storica
Non si è ancora appurato se le popolazioni walser nel XIII secolo siano passate dal Vallese alla valle del Lys attraverso questo colle, oppure attraverso un percorso più facile, ma più lungo, che consisteva nel valicare il colle del Teodulo, il colle superiore delle Cime Bianche ed il Colle Bettaforca. Il colle era comunque già molto frequentato e conosciuto dagli alpinisti del XIX secolo.